# Ochotnicza Straż Pożarna w Łasinie
Ochotnicza Straż Pożarna w Łasinie (OSP Łasin) została założona w 1884 roku z inicjatywy aptekarza Ernesta Schemmela i burmistrza Otto Wetzela.

## Historia
Utworzona pod koniec 1884 roku z inicjatywy aptekarza Ernesta Schemmela i burmistrza Otto Wetzela. Początkowo w skład zarządu wchodzili tylko Niemcy. 3-5 września 1910, podczas obchodów 25-lecia założenia OSP Łasin, mieszkańcy Łasina ofiarowali jednostce ufundowany przez siebie sztandar.

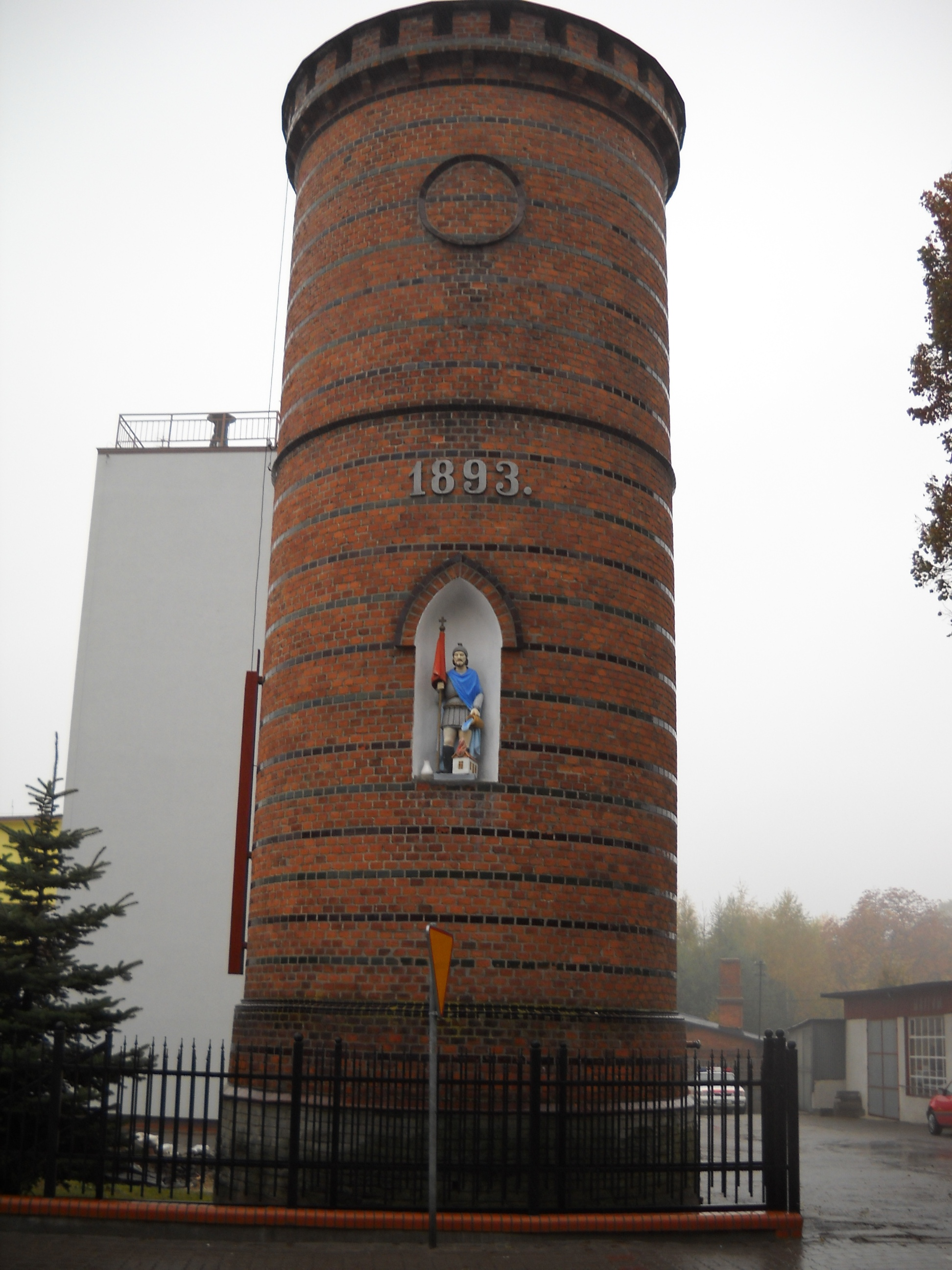
Wieża ciśnień OSP w Łasinie

Po odzyskaniu niepodległości po raz pierwszy w skład zarządu powołano Polaków. Pierwszym naczelnikiem OSP był Jan Kawski. W 1926 zainstalowano elektryczną syrenę alarmową. W 1930 na wieży ciśnień umieszczono figurę św. Floriana. W latach 1928–1939 naczelnikiem był Stanisław Górny.
Po wojnie jednostką dowodził Leonard Rejewski. Kolejnymi naczelnikami byli: od 1949 - Wiktor Stopikowski, od 1953 - Maksymilian Sternicki, od 1955 - Mieczysław Szymanowicz, a od 1968 - Bogdan Brzycki.
Od 1957 przy OSP Łasin działa Orkiestra Dęta pod przewodnictwem Henryka Przeczewskiego.
W 1965 wybudowano nową remizę, zaś w 1969 z okazji 85 rocznicy istnienia jednostka otrzymała nowy sztandar.
W lipcu 1976 oddano do użytku Muzeum Pożarnictwa Ziemi Pomorskiej, działające do dziś przy OSP Łasin.
W 1984 obchodzono 100-lecie jednostki. Odsłonięto wówczas obelisk upamiętniający łasińskich strażaków.
W 1995 jednostka została włączona do Krajowego Systemu Ratowniczo-Gaśniczego. OSP Łasin dysponuje pojazdem wyposażonym w sprzęt do ratowania ofiar wypadków drogowych.
Inne jednostki OSP w Gminie Łasin to: OSP Szonowo, OSP Szczepanki, OSP Zawdzka Wola, OSP Wydrzno, OSP Nogat, OSP Zawda, OSP Szynwałd, OSP Jakubkowo, OSP Przesławice.